# 近畿中国森林管理局
近畿中国森林管理局（きんきちゅうごくしんりんかんりきょく）は、大阪市にある林野庁の地方支分部局で、石川県、福井県、三重県、滋賀県、京都府、大阪府、兵庫県、奈良県、和歌山県、鳥取県、島根県、岡山県、広島県、山口県を管轄している。

## 組織

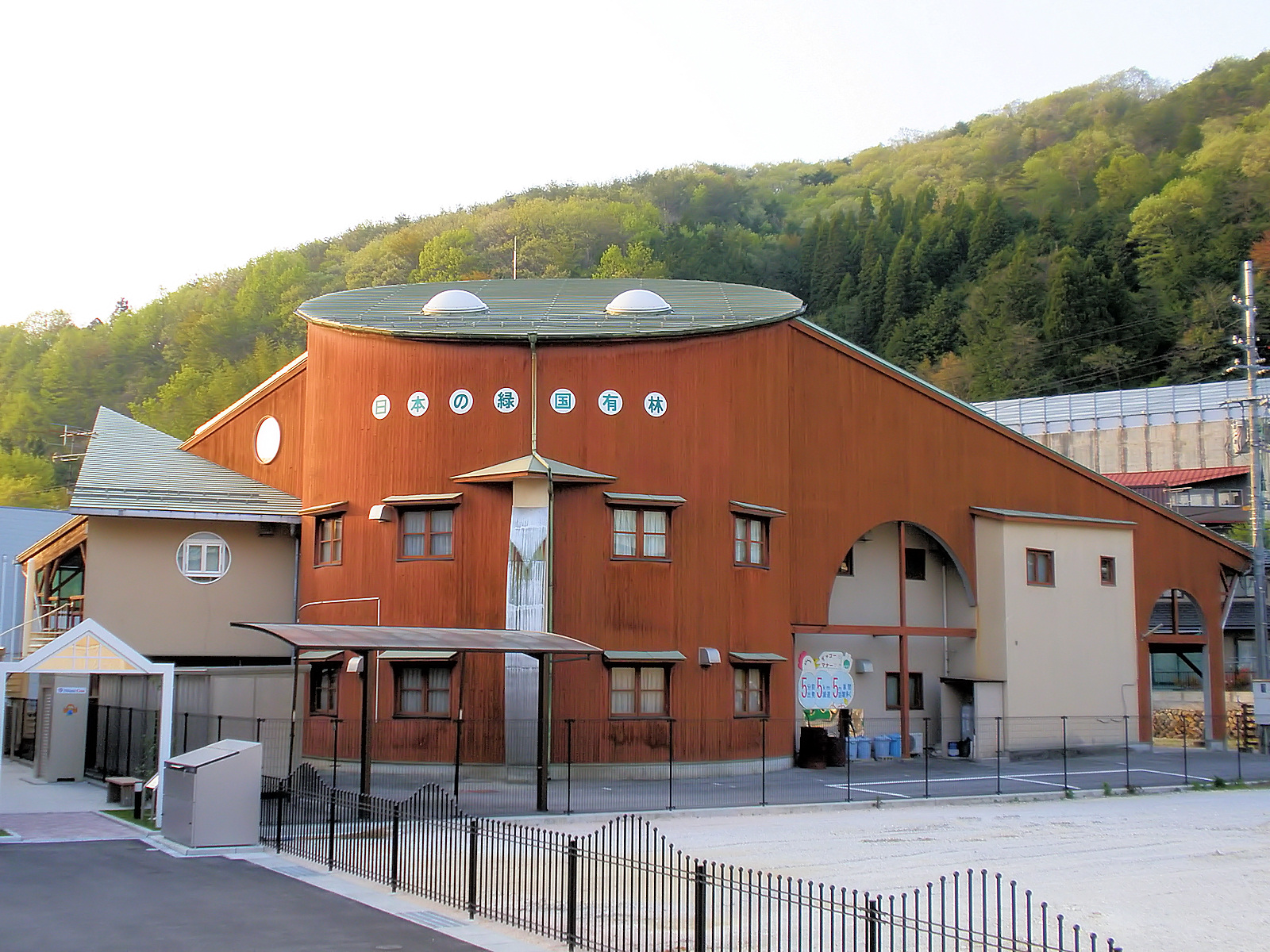
森林技術・支援センター（岡山県新見市）

- 近畿中国森林管理局（大阪市北区天満橋、桜ノ宮合同庁舎）
  - 森林技術・支援センター（岡山県新見市高尾）
  - 箕面森林ふれあい推進センター（桜ノ宮合同庁舎）

## 管内森林管理署

### 石川県内
- 石川森林管理署（金沢市）

### 福井県内
- 福井森林管理署（福井市、福井春山合同庁舎）

### 三重県内
- 三重森林管理署（亀山市）

### 滋賀県内
- 滋賀森林管理署（大津市）

### 京都府内
- 京都大阪森林管理事務所（京都市上京区、京都農林水産総合庁舎）

### 兵庫県内
- 兵庫森林管理署（宍粟市）

### 奈良県内
- 奈良森林管理事務所（奈良市）

### 和歌山県内
- 和歌山森林管理署（田辺市）

### 鳥取県内
- 鳥取森林管理署（鳥取市、鳥取第3合同庁舎）

### 島根県内
- 島根森林管理署（松江市）

### 岡山県内
- 岡山森林管理署（津山市）

### 広島県内
- 広島北部森林管理署（三次市）
- 広島森林管理署（広島市中区）

### 山口県内
- 山口森林管理事務所（山口市、山口野田合同庁舎）